# 2012 au Cameroun
Cet article présente les faits marquants de l'année 2012 au Cameroun.

## Chronologie

### Juillet 2012
- Le 6 juillet 2012, le Trinational de la Sangha est inscrit au patrimoine mondial, au cours de la 36e session du Comité du patrimoine mondial.

### Août 2012
- Le 31 août 2012, Conrat Frederic Atangana devient le premier camerounais à participer aux jeux paralympiques. Il termine 9e de l'épreuve d'haltérophilie -56 kg.

### Octobre 2012
- Le 7 octobre 2012, l'Union Douala remporte le 52e championnat du Cameroun de football.